# José de Faria Arraes
José de Faria Arraes (Setúbal (Portugal), 24 de novembre de 1672 - idem. 11 de gener de 1734), fou un músic i poeta portuguès.
La crítica severa censura aquest poeta l'haver-se deixat guiar per baixes adulacions al dedicar diverses de les seves rimes i sonets a persones afavorides per la fortuna, però desproveïdes de cap mèrit.
Escriví:
- Canción á la Fuente del campo de Bonfin, en octaves (manuscrit);
- Siete loas con sus bailes en obsequio de Nuestra Señora de las Brotas, imagen que se venera en dicho sitio, en el arzobispado de Evora;
- Bien sucede á quien bien vive, comèdia;
- El pastor de las Brotas, comèdia.

Diversos sonets i poesies soltes.